# Aleksandar Radukić
Aleksandar Radukić (serb. Александар Радукић; ur. 22 maja 1991 w Novej Gradišce) – bośniacki koszykarz występujący na pozycji silnego skrzydłowego.
17 stycznia 2018 został zawodnikiem Polpharmy Starogard Gdański.

## Osiągnięcia
Stan na 29 stycznia 2018, na podstawie, o ile nie zaznaczono inaczej.
- Mistrz:
  - Bośni i Hercegowiny (2013–2015)
  - Słowacji (2017)
- Zdobywca Pucharu Bośni i Hercegowiny (2013, 2015)
- Finalista Pucharu Słowacji (2017)